# Claymore (anime)
Claymore (japanski クレイモア, Kureimoa) je fantastična manga serija koju je napisao i ilustrirao Norihiro Yagi. Strip je prvi put objavljen u sada ugaslom Monthly Shōnen Jumpu u svibnju 2001. Kada je časopis ukinut u lipnju 2007., serija je privremeno prebačena u Weekly Shōnen Jump gdje je objavljivana mjesečno. Kada je predstavljen Jump Square u studenom 2007., serija je prebačena tamo. Individualna poglavlja su objavljena u tankōbon izdanju u Shueishi, a 23 sveska su objavljena do prosinca 2012. Strip traje i dalje.
Madhouse je adaptirao prvih jedanaest izdanja serije u anime seriju od 26 epizoda. Režirao ju je Hiroyuki Tanaka a emitirana je na NTV 3. travnja 2007. te je trajala do 25. rujna 2007. Objavljen je i CD soundtrack iste godine.

## Radnja
Radnja se odvija na srednjovjekovnom otoku na kojem ljudima prijete tzv. Yome (妖魔), humanoidna bića koja mijenjaju izglede te se hrane ljudima. Tajnovite skupina, poznata kao Organizacija, stvara poluljudske Yoma hibride kako bi isti ubijali prave Yome u zamjenu za novac. Te ženske ratnice nose uniforme s oklopom a ljudi ih zovu "Claymore", kao aluzija na njihove Claymore mačeve, ili "Vještice srebrnih očiju" zbog srebrnih očiju. 
I Yome i Claymore ratnice dobivaju snagu od demonske energije, Yoki, koja dozvoljava promjenu izgleda i iznimnu snagu. Kada ratnici koriste previše Yokija, "probude" se i postanu super-Yoma i Probuđeno biće. Bilo je i muških i ženskih ratnika u prošlosti, ali su u međuvremenu samo ženski bili uspješni i preživjeli. 
Taj otočni svijet se dijeli na 47 okruga, a jedna ratnica se dodjeljuje svakom pojedinačno. Claymore ratnice od broja 1 do 47 se rangiraju na temelju svojeg Yoki potencijala, snage, inteligencije, šestog čula i vodstva. Rang ratnice raste i pada prema snazi te ratnice u odnosu na druge. Većina ratnica ima i svoju tehniku mačevanja, borbenog stila i Yoki sposobnosti. Također, četiri Claymorice imaju posebne sposobnosti: Galatea ima sposobnost kontroliranja protivnika tijekom kratkog vremenskog razdoblja tijekom bitke, uglavnom kako bi natjerala neprijatelja da promaši prilikom napada; Teresa može osjetiti Yoki dok se miče unutar tijela njenog suparnika; Raftela ima sposobnost manipuliranja vizija i pokreta drugih Claymorica.  
Glavna junakinja je rangirana br. 47, Clare, koja spasi dječaka, Rakija, od Yome, a priča se vraća natrag do vremena Terese, ratnice br. 1 i njenog razdoblja, kada je spasila mladu djevojku od Yome-Clare. 

## Glasovne uloge
- Houko Kuwashima - Clare
- Aya Hisakawa - Priscilla
- Hana Takeda - Deneve
- Hiroaki Hirata - Rubel
- Kikuko Inoue - Miria
- Koji Yusa - Isley
- Miho Miyagawa - Cynthia
- Miki Nagasawa - Helen
- Motoki Takagi - Raki
- Nana Mizuki - Riful
- Romi Park - Teresa
- Emi Shinohara - Ophelia

## Kritike
Josh Viel je hvalio seriju: "Zbog toga što priča teče od odluka likova, postoji jasan osjećaj da djela imaju posljedice - nešto što začudo nedostaje u mnogim drugim serijama. Dakle ne očekujte obilje deus ex machina sprava kako bi spasili likove od njihovih loših odluka. Stoga je puno teže predvidjeti ishod borbi, jer se na jako malo likova možete lagano okladiti samo zato što radnja diktira da ne mogu umrijeti." Ipak, prigovarao je kraju: "Nažalost, priča počinje usporavati pri kraju, dok bitke postaju sve duže i duže te pretjerane preko ruba. To ne bi bio problem da se završnica isplati, ali Claymore se temelji na manga seriji. A poput većine tih serija, i anime verzija Claymorea je započela produkciju dok je manga bila nedovršena - zapravo, manga se i dalje izdaje dok ovo pišem. Ne treba stoga ni reći da Claymore završava na "cliffhangeru", te ostavlja važne spone radnje nedovršene."
Jason Bustard je u recenziji za THEM Anime Claymoreu dao tri od pet zvjezdica: "Ženski lovci na demone su postali rutina u japanskoj pop-literaturi već desetljećima, ali pisac Claymorea je uspio dati zanimljiv obrat tom konceptu. Pošto su oni ovdje i sami poludemoni, to daje bezbroj mogućnosti za dramu i sukob u priči. Doista, sama srž radnje je kako se razni Claymorei, pogotovo Clare, nose s tim stanjem. To je jedan dio serije zbog koje je svježa usprkos inače standardnom omotu akcijskog "shonena". Ipak, Claymore ima svojih caka. Pati od onoga što ja zovem "Kenshin sindrom", gdje junak ili junakinja imaju potrebu usred bitke stati i filozofirati o prirodi života, svemiru i ovotjednim posebnim napadom...Volim detalje u animeima, ali možete li pričekati dok zlikovac nije mrtav?"
Recenzija za Nihon Review je Claymoreu dala sedam od deset zvjezdica: "Da budem izravan, Claymore se ne ustručava ubiti neke glavne likove, katkad potpuno bez upozorenja, a zbog toga je fantastičan u držanju gledatelja na rubu sjedala, kao i zbog nekih obrata od kojih vam pada čeljust na pod. "Flashback" blizu početka serije je jedan od vrhunaca animea, ali ono što je doista impresivno je da ga serija nikada ne zaboravi, te time dozvoljava da taj segment vodi priču. Pomaže da je taj segment vrlo snažan, i daje dobar temelj na kojem se gradi glavna priča. Kraj je zanimljiv, jer nekako uspijeva sve dovesti do punog kruga bez da razriješi važna pitanja. Serija dostiže dramatičan klimaks, ali, usprkos tome da tu ima više u ovoj priči, izašao sam razmjerno zadovoljan s krajem. Čudno je: to je bio najbolji kraj koji sam ikada vidio a koji nije razriješio išta."
Recenzija za Anime Planet je animeu dala 7,5 od 10 zvjezdica.